# ديفيداس مارغيفيوس
ديفيداس مارغيفيوس (مواليد 26 أبريل 1995) هو سبّاح ليتواني، مثّل بلاده في الألعاب الأولمبية الصيفية 2016.

## روابط خارجية
ديفيداس مارغيفيوس على موقع الاتحاد الدولي للسباحة (الإنجليزية)
- ديفيداس مارغيفيوس على موقع اللجنة الأولمبية الدولية (الإنجليزية)
- ديفيداس مارغيفيوس على موقع أوليمبيديا (الإنجليزية)
- ديفيداس مارغيفيوس على موقع اللجنة الأولمبية الليتوانية (الليتوانية)